# Мамурас
Мамурас (на албански: Mamurrasi) e град в Албания. Населението му е 15 284 жители (2011 г.). Намира се в часова зона UTC+1. Пощенският му код е 4704, а телефонния 0561. МПС кодът му е LA.